# بروكار ج2 (مسلسل)
مسلسل سوري درامي اجتماعي سوري تم انتاجه عام 2022 مدة الحلقة 45 دقيقة

## [1]قصة المسلسل
هو تكملة للجزء الأول الذي تم عرضه في 2020 وتدور أحداث المسلسل داخل الحارة، خلال فترة الاحتلال الفرنسي لسوريا عام 1942، واستمرار مطاردة القوات الفرنسية للدكتور عصمت وزوجته بثينة.وهو من تاليف سمير هزيم واخراج محمد زهير رجب

## ابطال المسلسل
| التسلسل | اسم الممثل        | الدور                        |
| ------- | ----------------- | ---------------------------- |
| 1       | جمال قبش          | (الزعيم أبو النور السنانيري) |
| 2       | زهير رمضان        | (عزمي بيك)                   |
| 3       | فاديا خطاب        | (أم النور)                   |
| 4       | لينا حوارنة       | (عفاف (أم عصمت))             |
| 5       | ينال منصور        | (د. عصمت)                    |
| 6       | زينة بارافي       | (بثينة )                     |
| 7       | قاسم ملحو         | (هنائي السنانيري)            |
| 8       | نادين خوري        | (د. أنطوانيت)                |
| 9       | رنا أبيض          | (فريال)                      |
| 10      | أحمد رافع         | (أبو غالب)                   |
| 11      | ممدوح الأطرش      | (أبو مزيد)                   |
| 12      | علاء قاسم         | (طاووس)                      |
| 13      | عدنان أبو الشامات | (الكولونيل فرانسوا)          |
| 14      | رشا إبراهيم       | (ليلى)                       |
| 15      | وائل زيدان        | (سعدو)                       |
| 16      | فاتح سلمان        | (الجلاوي)                    |
| 17      | محمد خاوندي       | (أبو تحسين الحكواتي)         |
| 18      | نور أديب          | (جندية فرنسية)               |
| 19      | معن عبدالحق       | (كريم)                       |
| 20      | زامل الزامل       | (غزال)                       |
| 21      | زينة توكلنا       | (أم قاعود)                   |
| 22      | بسام مرهج         | (أبو قاعود)                  |
| 23      | رائد مشرف         | (حامد الحلاق)                |
| 24      | سعد مينه          | (عزام (الهمشري))             |
| 25      | غادة بشور         | (أم نادر)                    |
| 26      | جمال العكريش      |                              |
| 27      | جمال العلي        | (رئيس المخفر أبو نظمي)       |

## أدوار متعددة
| التسلسل | طاقم العمل                        | الدور  |
| ------- | --------------------------------- | ------ |
| 1       | مؤسسة قبنض للإنتاج والتوزيع الفني | (منتج) |
| 2       | سمير هزيمض                        | (مؤلف) |
| 3       | محمد زهير رجب                     | (مخرج) |

## القنوات التي قامت بعرضه خلال شهر رمضان 1443هـ
| اسم القناة    | الجنسية | وقت العرض   |
| ------------- | ------- | ----------- |
| قناة سما      | سوريا   | 09:00 مساءً  |
| قناة المنار   | لبنان   | 10:30 مساءً  |
| قناة ال تي في | سوريا   | 12:00 صباحًا |

## وصلات خارجية
- مسلسل بروكاز ج٢ على موقع بشائر فيديو
- مسلسل بروكاز ج٢ على موقع دراما عربية
- مسلسل بروكاز ج٢ على موقع  توب فيديو